# 30 Rockefeller Plaza
A 30 Rockefeller Plaza (hivatalosan Comcast Building; korábban RCA Building és GE Building) egy felhőkarcoló, amely a Rockefeller Center központi részét képezi New York Manhattan városrészében. Az 1933-ban elkészült, 66 emeletes, 260 méter magas épületet Raymond Hood, a Rockefeller Center vezető építésze tervezte art déco stílusban. A 30 Rockefeller Plaza fő bérlője és névadója a Radio Corporation of America (RCA) volt az 1933-as megnyitásától 1988-ig, majd a General Electric 2015-ig, amikor is átkeresztelték a jelenlegi tulajdonos Comcastra. Az épületben található az NBC televíziós csatorna központja és New York-i stúdiója is; a központot néha csak 30 Rock néven emlegetik, amely becenév az NBC azonos című sitcomját ihlette. A felhőkarcoló a Rockefeller Center legmagasabb épülete, a 28. legmagasabb New Yorkban és a 65. legmagasabb az Amerikai Egyesült Államokban, megnyitásakor pedig a világ harmadik legmagasabb épületének számított. 
A 30 Rockefeller Plaza épülettömege három részből áll: keletre a 66 emeletes fő torony, középen egy ablak nélküli rész, nyugatra pedig egy 16 emeletes melléképület. Az épület kialakítása megfelel az 1916-os területrendezési határozatnak, így az épület többnyire lépcsőzetes kialakítású, elsősorban esztétikai célból visszahúzódó részekkel. A homlokzat mészkőből készült, a lábazat gránitból, valamint felszínét mintegy 6000 ablak borítja, amelyeket alumínium párkányok választanak el egymástól. A 30 Rockefeller Plazában az irodákon és stúdiókon kívül a Rainbow Room étterem és a Top of the Rock nevű kilátóterasz is népszerű látványosság. A 30 Rockefeller Plaza számos műalkotást is tartalmaz, és korábban itt volt látható Diego Rivera Man at the Crossroads című freskója. A Rockefeller Center teljes komplexuma New York város által kijelölt műemlék és nemzeti történelmi műemlék, és a 30 Rockefeller Plaza belső terének egyes részei szintén New York város műemlékei.

## Képek

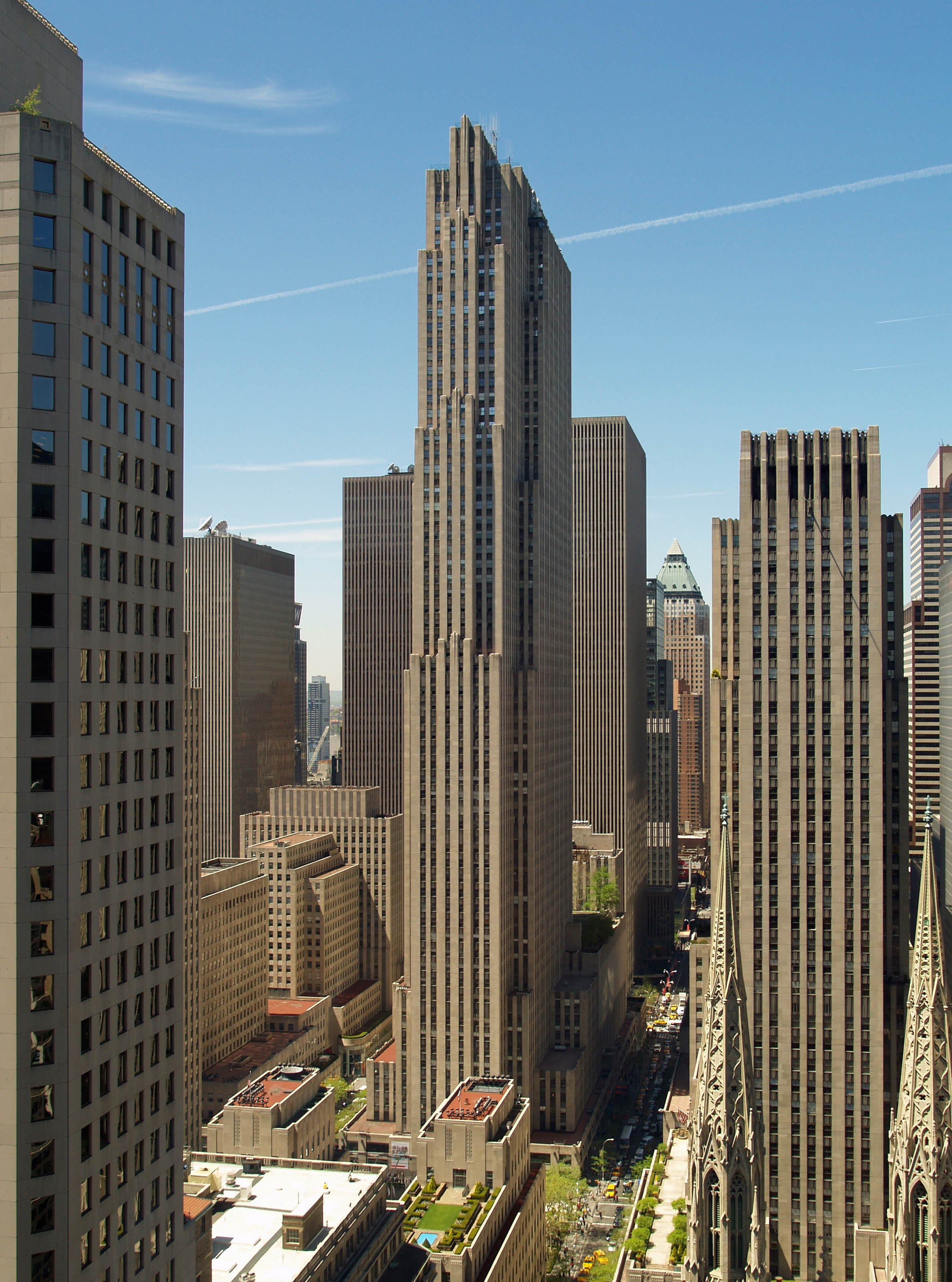
A felhőkarcoló keskeny oldala
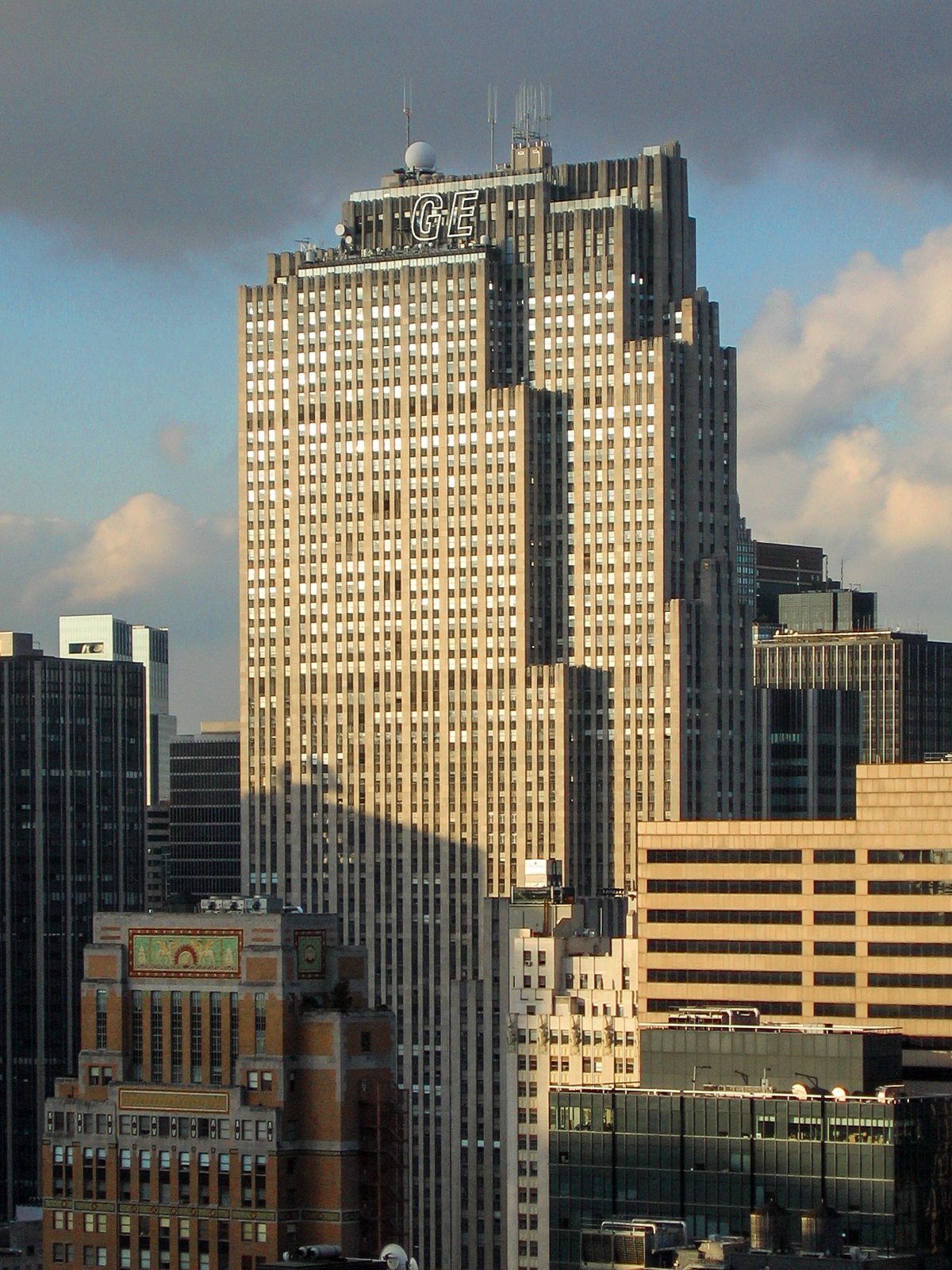
A felhőkarcoló széles oldala
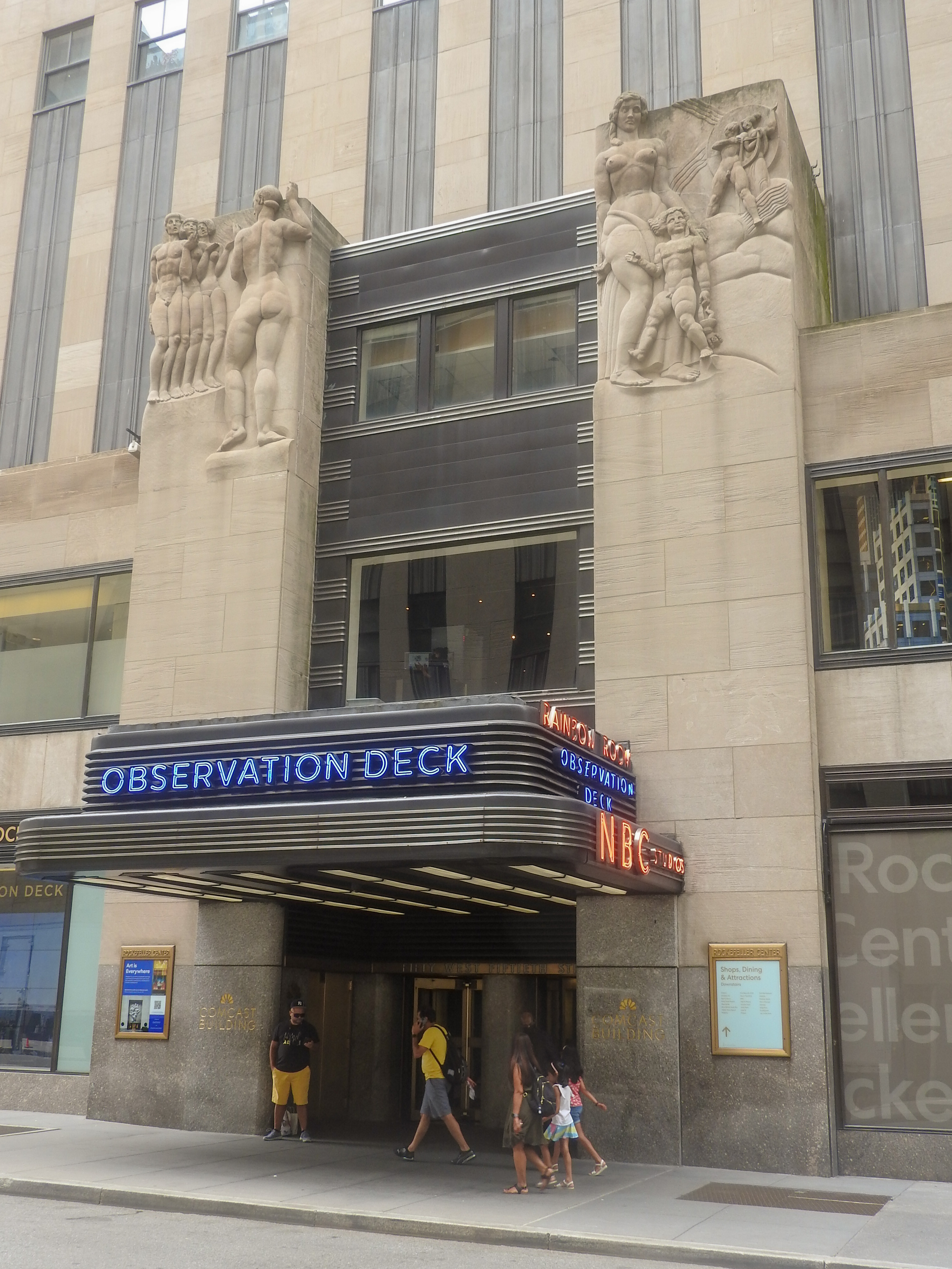
Az NBC stúdiójának bejárata (W 50th Street)
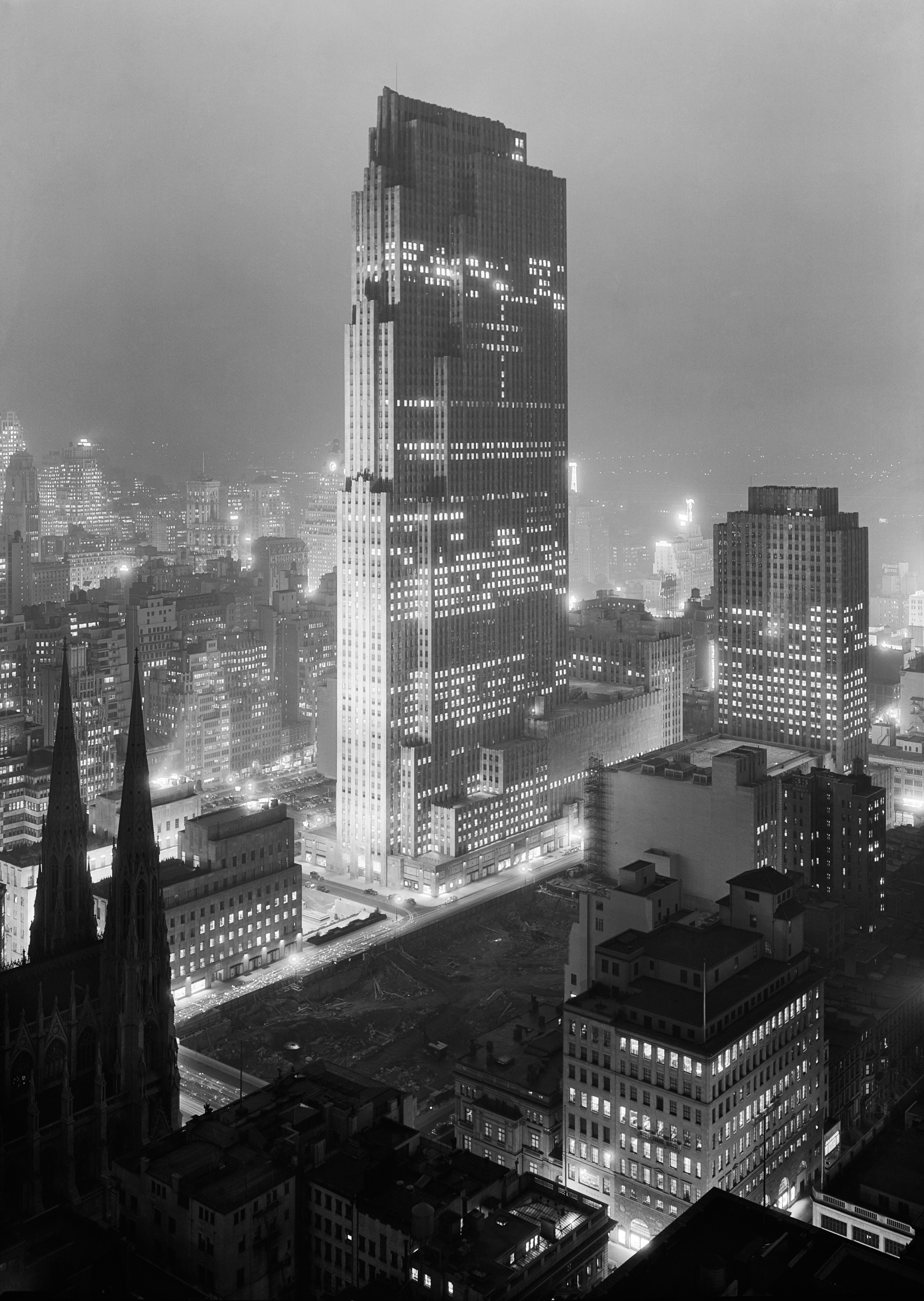
Az RCA Building 1933-as befejezése után
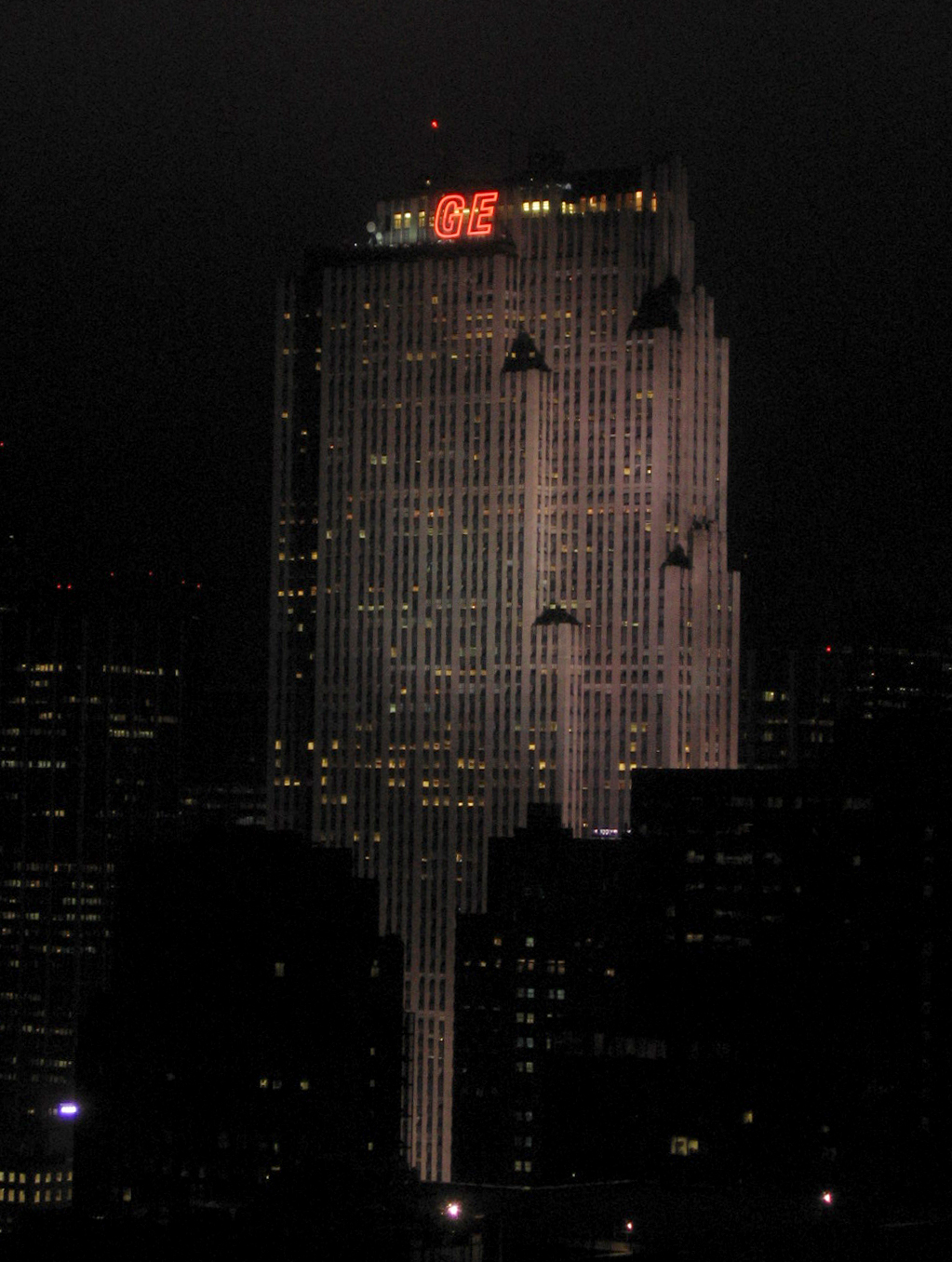
A GE Building éjjel
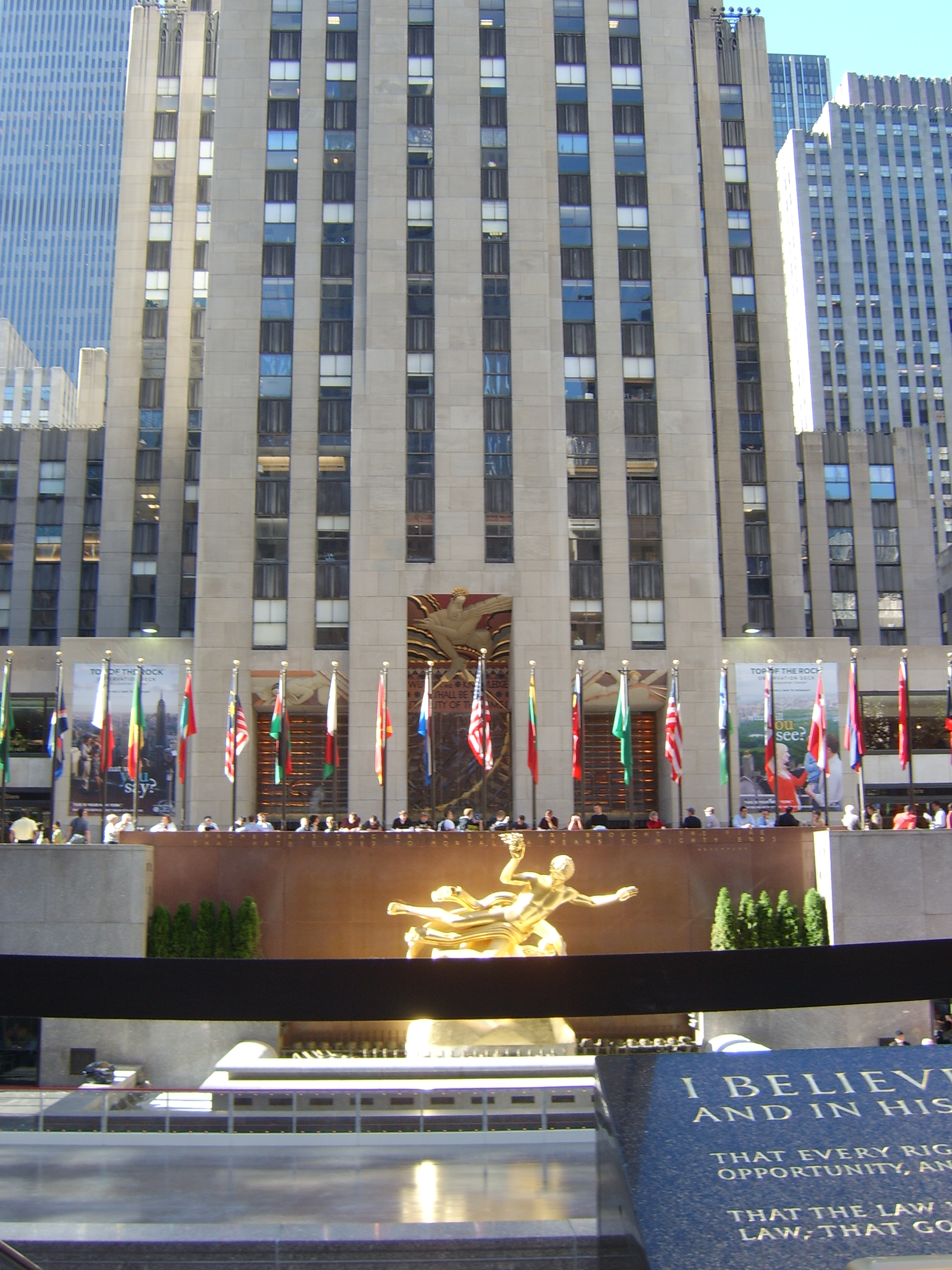
A bejárati rész
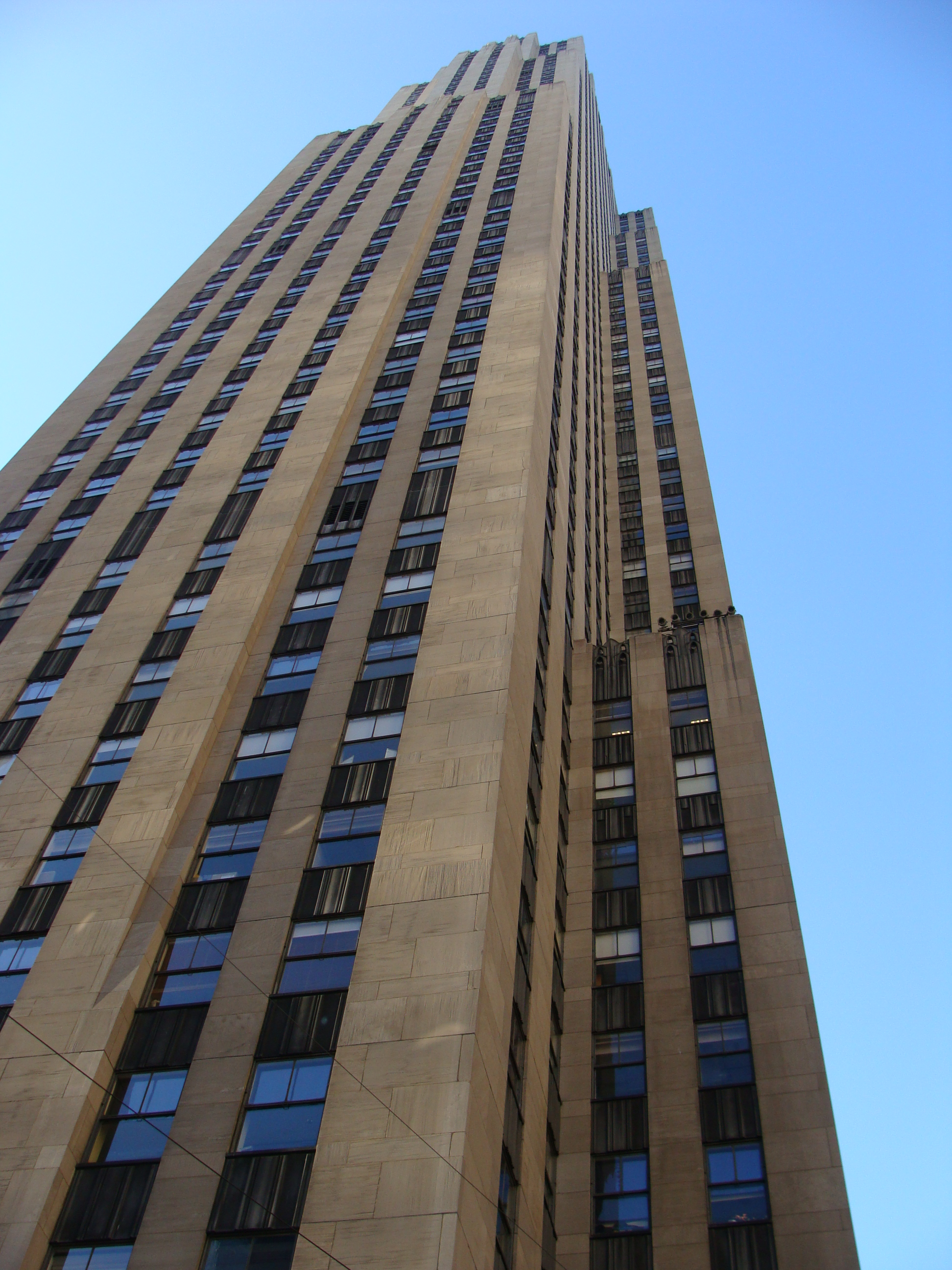
Nézet alulról
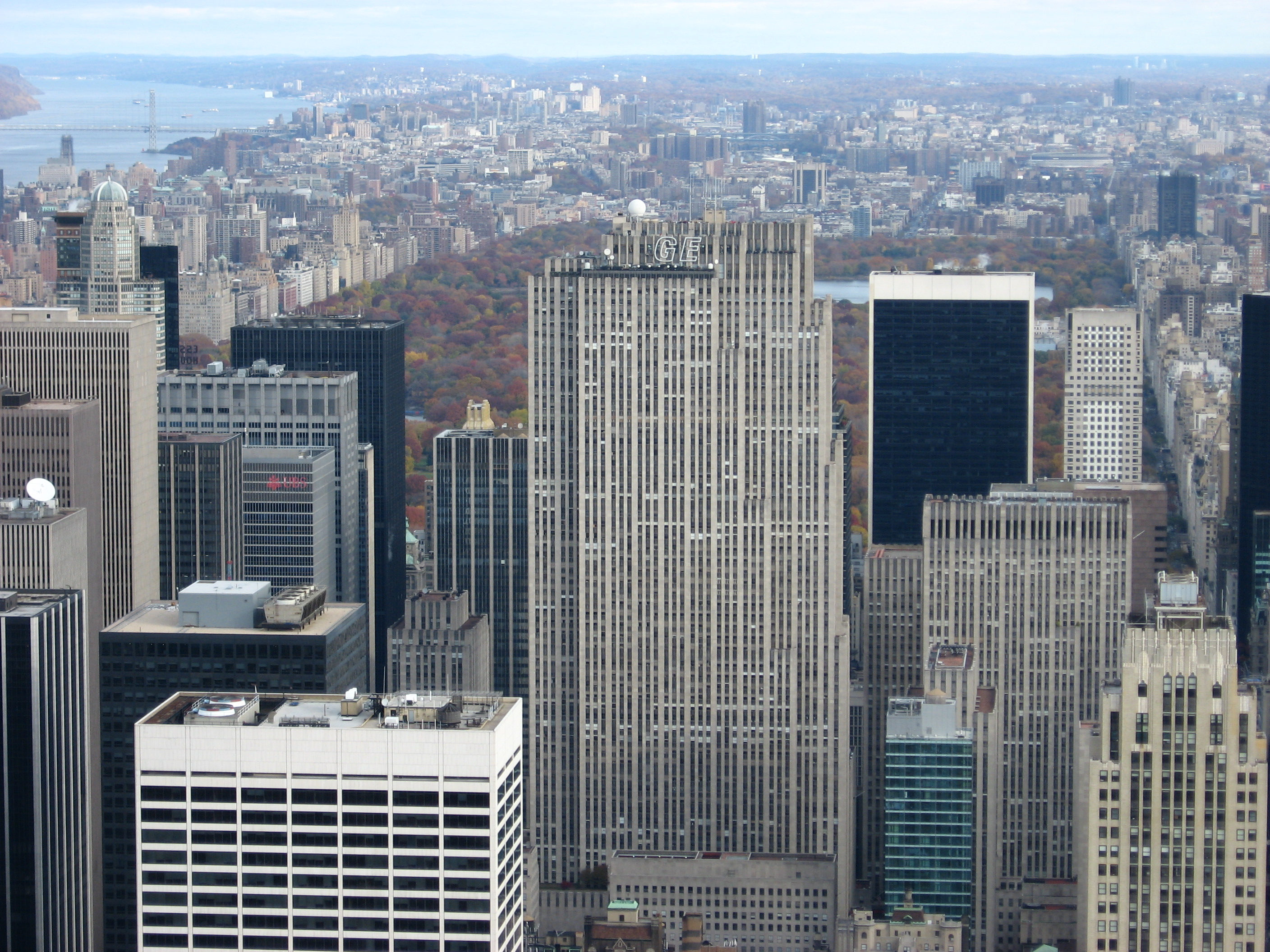
Kilátás az Empire State Buildingről 2007-ből
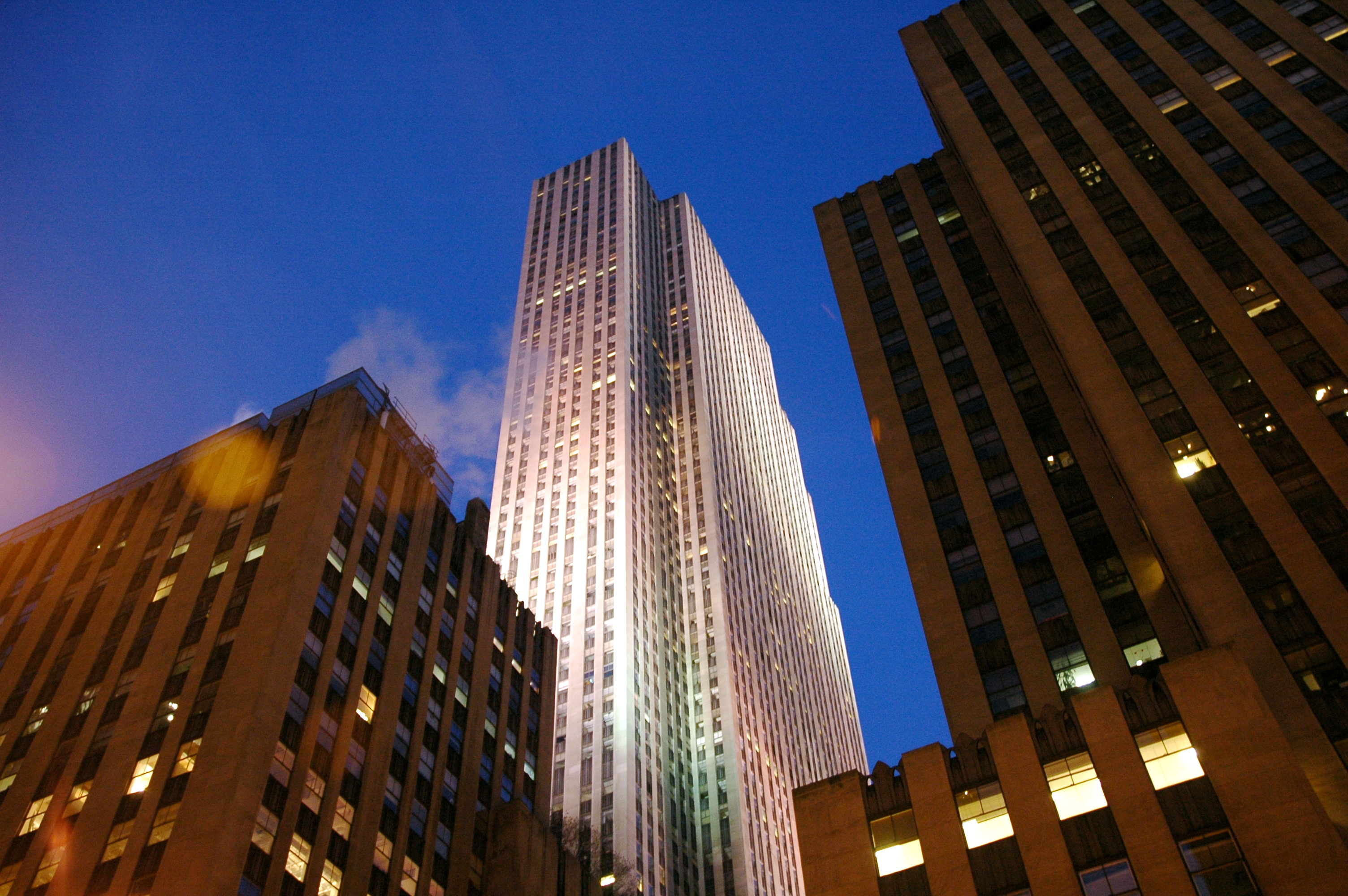
A GE Building esténként
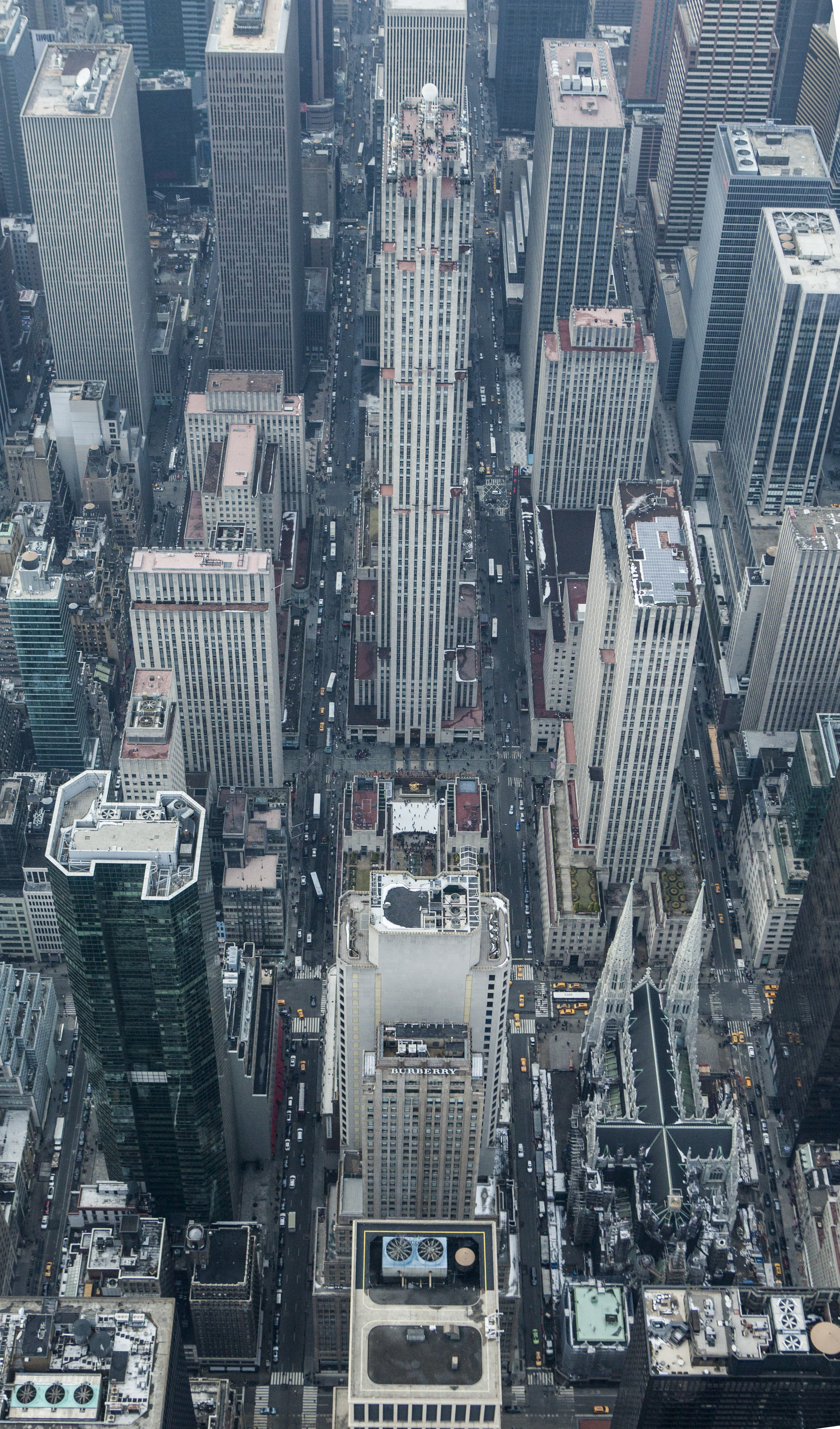
2015. március 21-i légi felvétel
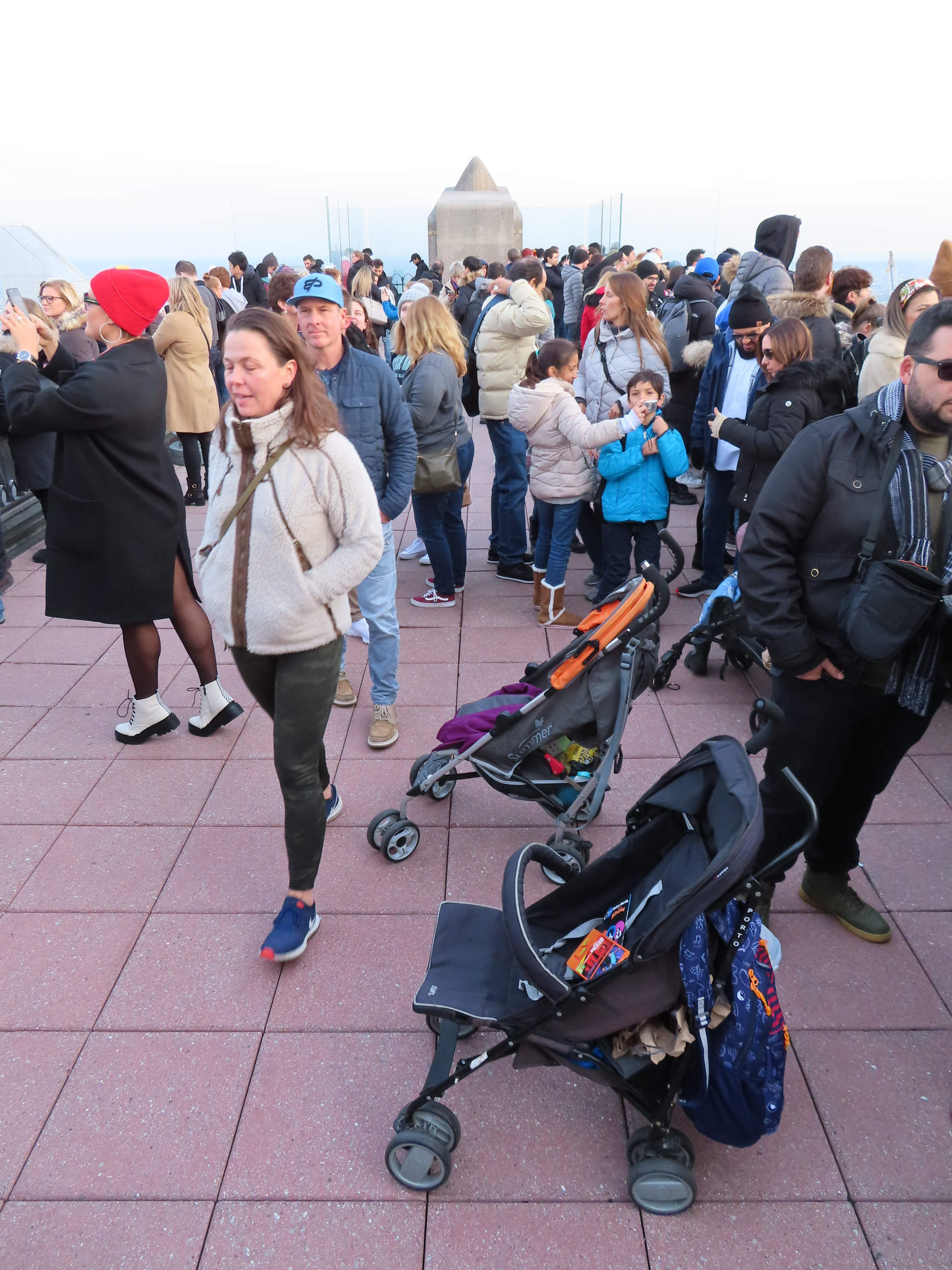
A „Top of the Rock” (legfelső) platform 2019 végén
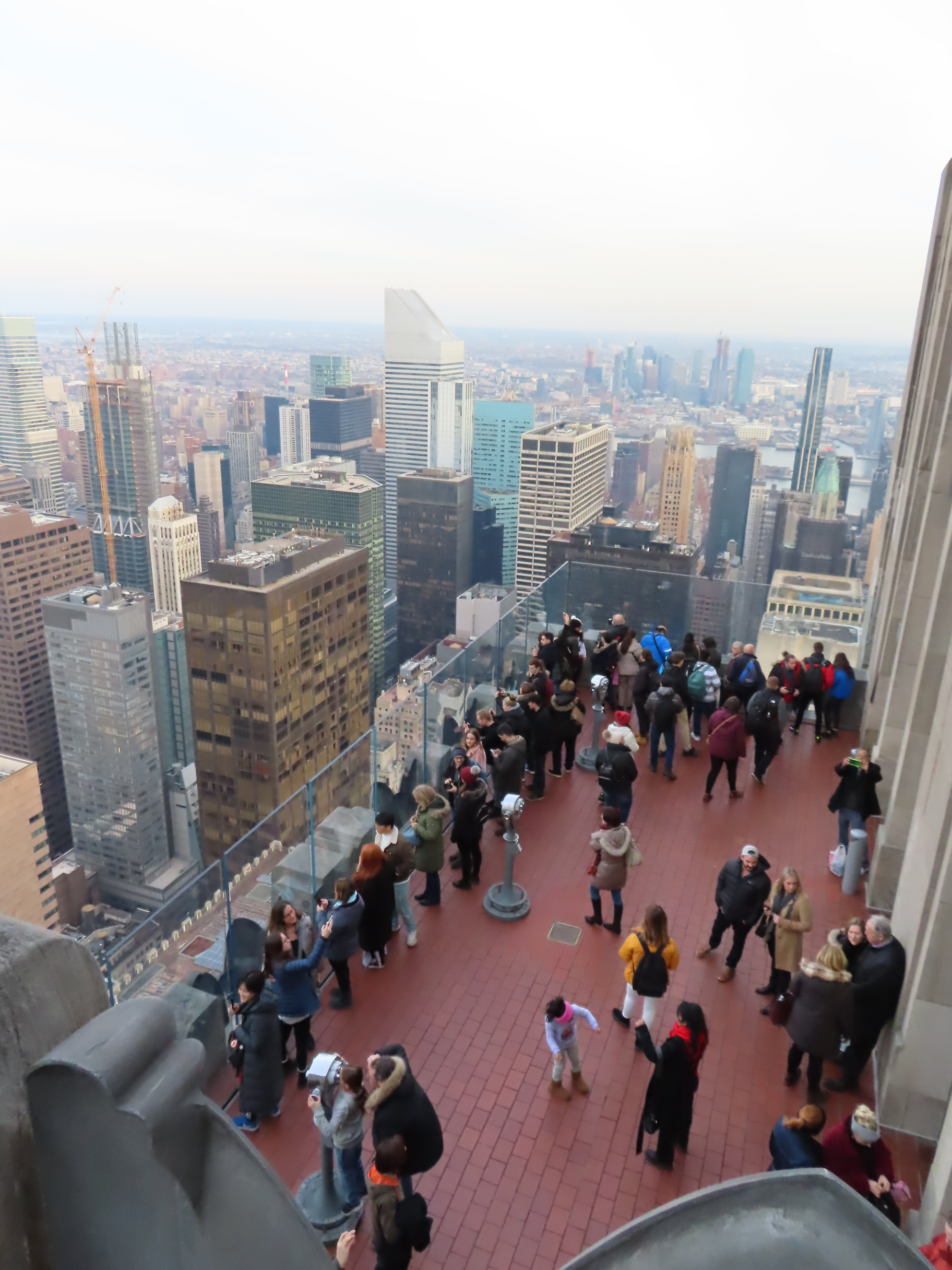
Kilátás az első (legalsó) platformra

## Fordítás
- Ez a szócikk részben vagy egészben  a(z)   30 Rockefeller Plaza című angol Wikipédia-szócikk ezen változatának fordításán alapul.  Az eredeti cikk szerkesztőit annak laptörténete sorolja fel. Ez a jelzés csupán a megfogalmazás eredetét és a szerzői jogokat jelzi, nem szolgál a cikkben szereplő információk forrásmegjelöléseként.